# لونا ودلر
لونا ودلر (انگلیسی: Luna Wedler; ۲۶ اکتبر ۱۹۹۹ –) بازیگر اهل سوئیس است. وی از سال ۲۰۱۵ میلادی تاکنون مشغول فعالیت بوده‌است.
از فیلم‌ها یا برنامه‌های تلویزیونی که وی در آن نقش داشته‌است می‌توان به هکرهای زیستی، داستان همسرم اشاره کرد.
وی همچنین برندهٔ جوایزی همچون جایزه فیلم سوئیس شده‌است.